# Capheaton
 (juin 2023).
Capheaton est une paroisse civile et un village du Northumberland, en Angleterre.